# Alan Taylor
Alan Taylor, född 1965, är en amerikansk filmregissör, manusförfattare och TV-producent.
Taylor är mest känd för att ha regisserat några avsnitt av TV-serien Game of Thrones och filmen Thor: The Dark World.

## Filmografi (i urval)
- 1995 – Palookaville
- 2001 – The Emperor's New Clothes
- 2003 – Kill the Poor
- 2013 – Thor: The Dark World
- 2015 – Terminator: Genisys